# 偶像大師 深情之星
《偶像大师 深情之星》是由Microvision开发，万代南梦宫游戏于2009年9月在任天堂DS发行的生活模拟游戏。游戏是偶像大师系列的衍生作品，情节设定于《偶像大师2》之前。
《深情之星》的系统类似于前作，但增加了新的要素与小游戏。本作以原创角色为主，讲述艺人事务所876 Production三名新出道偶像——日高爱、水谷绘理和秋月凉——通过历练，走向成名之路的故事。游戏按主角分为三个剧本，每个剧本都会依玩家表现走向不同结局。
游戏是偶像大师系列“第二世代”的第一款作品，从2008年开始制作。因前作故事中765 Production的偶像都已成名，开发团队希望以新出道偶像，来讲述不同的故事。游戏角色日高爱和水谷绘理为女性，秋月凉则是男扮女装。《深情之星》累计售出约5－6万套，并有音乐专辑、改编漫画等一系列周边产品推出。

## 玩法
《偶像大师 深情之星》是一款生活模拟游戏，其系统和偶像大师前作类似。但和之前的游戏不同，本作中玩家并非以制作人身份培养偶像，而是直接扮演偶像，走上成名之路。游戏主要分为两种模式：游戏主体的故事模式，以及独立演出歌曲的舞台模式。

### 故事模式

图为日高爱的歌声课程。上屏幕的下方显示6节课程中5节的等级。下屏幕左上角为心值和情绪槽，下方为课程当前的总评

故事模式依主人公分为三个剧本，即玩家要从日高爱、水谷绘理、秋月凉三名流行偶像中选择一人扮演。偶像的能力值分成歌声、舞蹈和视觉表现三类；随着能力值的增长，偶像的综合能力等级会提升。在游戏时间的每周一，玩家会获知当周歌声系、舞蹈系和视觉系三者的流行趋势，并按此为角色安排演出曲目、服装与佩饰。歌曲与服饰有对应的属性，角色搭配合适就能获得能力值加成，继而提升人气。玩家在周一还能设定演出动作模块（日语：振付），并调整演出画面的镜头位置。
每日开始时，玩家都可以查看邮件。之后如果是周一到周六，玩家就要从课程、营业、试镜和休息四条指令中选择其一。周日为偶像休息日，他可以呆在家里，也可以外出和其他角色相遇。每周结束时，偶像会获得爱好者送出的礼物，比如游戏道具。
课程分为三类，皆以小游戏方式进行；三类课程训练歌声、舞蹈和视觉能力。每堂课程分为六小节，每小节都会按玩家操作，给出A至E或“bad”六种等级之一。若某小节的表现较好，下一小节就会更长更难。课程结束时，玩家会按照总体表现，得到差、一般、良好或完美的总评。
在营业部分，偶像主要与不同角色对话并完成事件，部分事件还是推动游戏所必须的。有时对话会暂停，等待玩家做出选择或操作。交流效果會與玩家的操作直接相關，营业结束时，屏幕会显示此次回忆等级——糟糕、一般或良好之一。回忆结果会影响角色的情绪槽——特定时间出现于屏幕左上角的水平槽，分为高中低三档，分别以橙黄蓝颜色表示。糟糕的回忆结果会降低偶像的情绪槽；一般的回忆结果会奖励玩家一颗心值；良好的回忆结果除两颗心值外，还会填充能力槽。如果玩家当日选择休息，偶像情绪槽也会自动恢复。
在试镜中，评委会用至少30秒时间评审偶像。评委的兴趣槽会逐渐降低，合格率也随之以10%为单位递减，不过玩家可通过另一小游戏提升评委兴趣值。每发动一次小游戏就要消耗一颗心值；如玩家有三颗心值，就意味有三次提升兴趣水平的机会。最终试镜结果取决于时间结束时的合格率。故事常因试镜成败产生分歧，一些试镜失败会以其他结局提前结束游戏。每章游戏都以试镜结束，之后下一章故事开始。

### 其他模式
在游戏的舞台模式中，玩家可以自由订制独立演出——包括选择歌曲、服装、佩饰、动作模块和镜头位置。游戏支持至多16名玩家Wi-Fi联机，在玩家演出时，所有人都可以发出三类不同的喝彩声。对于任天堂DSi等带有相机的任天堂DS机种，玩家可用其扫描网络或杂志上的QR码获得游戏道具。

## 情节
《偶像大师 深情之星》的情节设定于《偶像大师2》之前，围绕876 Production（876 Pro）——设于一间小型办公室新开的艺人事务所——相关角色展开。游戏主角是本作原创的日高爱、水谷绘理和秋月凉，三人是刚出道却很有潜力的流行偶像。
日高愛是一名充满活力的女孩，想與引退的母亲日高舞一样成為著名偶像，但她在几次偶像试镜失败后开始气馁。她最後试镜的评委之一是765 Production（765 Pro）的天海春香，她在附近的公园追上日高爱，决定將她介绍到876 Pro。876 Pro社长石川實原想以日高舞女儿的身份推广她，但日高爱坚持要靠自己成为流行偶像。水谷绘理是一名羞怯的蟄居少女，是一名活跃的网络偶像。自由偶像制作人尾崎玲子和她聯絡，想将她培养为现实中的偶像。二人见面后，绘理同意成为現實偶像。秋月凉是一名秀气的男孩，希望成为偶像，让自己更有男子气概。他向765 Pro的堂姐秋月律子请教，律子将他介绍给876 Pro的经纪人岡本真奈美。秋月凉在876 Pro以女装表演獲得成功，社长决定将他聘用。凉对以女性身份出道持有异议，石川向他保证，若他能以女偶像身份证明自己，她就会帮他轉型为男偶像。岡本真奈美在日高爱和秋月凉的剧本中都担任主人公的经纪人。游戏故事讲述爱、绘理和凉在成名之路中的历练。
除了三名主角外，《深情之星》還原創了兩名配角偶像。其一是绘理的好朋友铃木彩音，她同为活跃的网络偶像，並會和绘理在網路上聊天。彩音反对绘理转型真实偶像，并设法让她重新回归网络偶像。其二是秋月凉章节登场的樱井梦子，一名和凉竞争的天才偶像。765 Pro的其他偶像也會在故事中登场。

## 開發與發行
《偶像大师 深情之星》主要由Microvision開發，萬代南夢宮遊戲協力製作。遊戲由万代南梦宫的梶岡俊彦担任总监，Microvision的小山義正共同监督。在2008年，万代南梦宫开发《偶像大师SP》和《偶像大师 为你而唱》的下载内容时，梶岡和万代南梦宫制作人田中文啓就向《偶像大师》游戏系列的主制作人坂上陽三提议制作《深情之星》。官方在2009年5月宣布，偶像大师将在“第二世代”继续拓展系列世界，並公布《深情之星》為新階段首款游戏。
開發團隊认为，采用不同於765 Pro的新艺人事务所，詳細敘述故事会更方便：比如765 Pro已有粉絲團的情況下，876 Pro的偶像如何起步。田中稱，《深情之星》的劇本发展离不开新社長，因此他們創作了876 Pro社長石川實。遊戲新增了故事快放功能，玩家能快速播放遊戲台詞。梶岡俊彦還希望加入其他挑戰元素，如新增舞蹈动作模块，以及镜头的位置与操控。此外製作人員还改变了課程與試鏡的操作，并調整了遊戲難度。
工作人员创作偶像时，认为与其一个一个去设定，不如三人同时考虑。他们首先确定了“开朗”的女孩与“有点沮丧和消极”的女孩。在思考最后一名偶像时，梶岡提议采用男性角色，田中也对此表示认可。此外一名设计人员提出，让一名876 Pro偶像和一名765 Pro偶像是亲戚，最终秋月律子设定为凉的堂姐。而角色主题色源自其姓氏，如日高爱因 “日”字而对应红色。角色设计分由两名美术师完成：自初代街机版《偶像大师》就参与角色设计的窪岡俊之，與另一名首次参与系列的田宮清高。
制作人员在编写故事时，想将《偶像大师SP》原创的我那霸响和四条貴音加入，但因两游戏并行开发，故两角色在《深情之星》的戏份被限制到了最小。至于演出的舞蹈动作模块，梶岡没有像此前偶像大师游戏那样雇佣专业舞蹈演员，而是聘请了达人樱富美。梶岡希望舞蹈场面更贴近他所谓的“偶像氛围”——他的解释是偶像舞技之外的某种感情魅力。因为《深情之星》中的偶像年少且刚出道，梶岡请樱故意搞砸部分舞蹈，营造偶像缺乏经验的效果。
《偶像大师 深情之星》有10首偶像演出歌曲，其词曲作者不尽相同。主音乐总监中川浩二指示主题曲《Hello!!》作曲神前晓，他希望歌曲“类似于动画片头曲”。对于《深情之星》新增的三首角色专用曲《Alive》、《預知》（プリコグ）和《Dazzling World》。制作者首先敲定专用曲交由三人分别创作，在协商具体谱写者时，椎名豪主动要求为封面中间的孩子作曲，因此他接手了日高愛角色曲《Alive》。制作人坂上阳三认为，《Alive》应当是一首謠曲而非偶像歌曲，但中川称日高爱想像母亲一样成为人气偶像，去唱抒情歌不合适。在三瓶由布子录制的秋月凉角色曲《Dazzling World》时，中川当场决定为游戏录制女声和男声双版本。梶岡特别要求在10首歌曲中收录《Kiramekirari》（キラメキラリ）。
偶像大师虽本面向男性玩家，但《深情之星》也向少女广告宣传。然而，游戏的CERO分级为C（15岁及以上），并加有“性”主题图标。游戏于2009年11月17日在日本发售。

## 相关媒体
为推广《偶像大师 深情之星》，Niconico偶像大师频道“垂木亭”在2009年7月11日至8月31日间，播放了网络电台节目“Dearly Station”；节目含4回主章节和1回特别章节。
日本哥伦比亚在2009年以《偶像大師 深情之星 交响乐》名义，通过一系列4张CD，发行了《深情之星》四首新增曲。公司首先在9月9日发行单曲《Hello!!》，接下来是三张合輯，每张对应一名偶像：水谷绘理的在10月14日发行，秋月凉的在11月14日发行，日高爱的在12月2日发行。
Enterbrain在2009年11月6日出版了攻略本《偶像大師 深情之星 Delicious Album》，攻略本分五章计176页，详细介绍了情节与角色、游戏系统、道具资料和游戏机制，并收录了配音员与制作人员访谈。一迅社的《Comic REX》在2009年9月號至2011年3月號间，同時连载了三卷改编漫画。三卷分别为：坂野杏梨作画，以日高爱为主人公的《偶像大师 Splash Red for 深情之星》，零壹作画，以水谷绘理为主人公的《偶像大师 Innocent Blue for 深情之星》，以及黑濑浩介作画，以秋月凉为主人公的《偶像大师 Neue Green for 深情之星》。三卷漫画在2010年7月9日至2011年7月27日间，各通过三册单行本发行。三卷漫画的限量版各收录有对应的广播剧CD。
此外遊戲中的變裝角色秋月凉，於2015年恢復男性身份，登场於以男偶像為主體的手機遊戲《偶像大师 SideM》中。

## 评价
《偶像大师 深情之星》在日本首周售出3.1万套，是当周第10畅销游戏。按Media Create統計，遊戲到2010年年末共售出5.2萬套，而日本电子游戏杂志《Fami通》的報告銷量为6.2萬套。《Fami通》为游戏打出30/40分，中國大陸雜誌《遊戲機實用技術》則打出21/30。评论称《深情之星》将系列精髓提炼，并以简单易懂的方式重组，适合偶像大师系列新手。《Fami通》的世界三大三代川编辑还认为，系列爱好者会从《深情之星》中感受到765 Pro偶像的成长，以及系列整体的成长。评论称，虽然《深情之星》有细节变化——如视角从制作人转换到了偶像——但依然如同一款偶像大师游戏。但是《Fami通》的另一编辑称，因为本作课程和试镜等其他方面类似偶像大师前作，快乐的感觉较其他游戏并无那么不同。《Fami通》和《遊戲機實用技術》均有編輯表明，游戏以偶像视角讲述故事，更容易唤起玩家和他们的共鸣。
虽然和Xbox 360与PlayStation Portable上的前作相比，任天堂DS上的本作存在技术限制，但三代川称偶像表演时的动作“超出预期”，并对观众挥舞荧光棒的镜头表示满意。4Gamer的一名编辑表示，不可否认游戏演出画面效果低于前作，但其出人意料的高歌曲音质，外加出色的演出动作模块系统，让玩家在小屏幕上也能“充分享受”。三代川也称赞了能为偶像精细编舞的新功能，但認為該功能难说是好玩。4Gamer称游戏总体难度较偶像大师前作有降低。三代川还称《Hello!!》等新增歌曲“棒极了”。
一名评论员称秋月凉为变装偶像，并称他以外貌和个性，獲得本作最可爱玩家偶像之冠。三代川表示，秋月凉的创作用意的可能是为降低男玩家扮女偶像的不协调感，但他指出玩家能自然入戏，部分归功于秋月凉处理变装的喜剧事件。